# قیام ووچانگ
قیام ووچانگ قیامی بود که مقدمهٔ انقلاب شین‌های محسوب می‌شود و به سقوط دودمان چینگ و دو هزار سال امپراتوری در چین و روی کار آمدن جمهوری چین ختم شد. این قیام از نارضایتی مردم در مورد وضعیت کنترل یک ریل راه آهن آغاز شد. سپس به سرعت به یک شورش مردمی تبدیل شد که اساس آن، ضدیت با دودمان چینگ بود. چند روز بعد در ۱۰ اکتبر ۱۹۱۱، گروهی از سربازان با نام ارتش جدید در شهر ووچانگ واقع در استان هوبئی علیه فرماندهان خود دست به کودتا زدند و نبرد یانگ‌شیا بخش مهمی از این رویداد به شمار می‌آید.